# Wolfgang Muff
Wolfgang Muff (15. března 1880 – 17. května 1947) byl vysoce vyznamenaný veterán první světové války a pozdější generál nacistického Německa za druhé světové války. Nejvíce známý je svým působením jako vojenský atašé ve Vídni během anšlusu Rakouska. Mezi jeho vyznamenání patřil např. Německý kříž ve stříbře nebo Rytířský kříž královského pruského řádu Hohenzollernů s meči.

## Mládí a počátky vojenské kariéry
Wolfgang Muff se narodil 15. března roku 1880 v bádenském městě Ulm jako syn armádního důstojníka a pozdějšího generála pěchoty Karla Ludwiga Muffa (1846 – 1935) a jeho ženy Anny Luise, (rozené Eisenbach). Po dokončení základního vzdělání nastoupil na vojenskou školu, kde mu byla po dokončení k 5. červenci roku 1899 udělena armádní hodnost praporčíka (Fähnrich). Zároveň byl zařazen ke pěšímu pluku velkovévody Fridricha Bádenského (Infanterie-Regiment "Großherzog Friedrich von Baden" Nr. 126), který měl v tu dobu kasárna ve Štrasburku.
O rok později na podzim byl Muff u této jednotky povýšen do hodnosti poručíka (Leutnant). K počátku října roku 1908 nastoupil na vojenskou akademii a studoval zde až do roku 1911. Po dokončení byl již v hodnosti nadporučíka (Oberleutnant) zařazen k hlavnímu generálnímu štábu armády generálplukovníka Helmutha von Moltkeho, kde zůstal až do počátečních let první světové války.

## Účast v první světové válce
S vypuknutím války zůstal Muff nadále u hlavního generálního štábu armády, nyní již pod velením generála Ericha von Falkenhayna. Následně však bylo rozhodnuto, že bude Muff převelen na západní frontu, aby zde v bojových liniích sloužil jako velitel praporu od pěšího pluku.
S praporem se účastnil mnoha bitev včetně bitvy u Verdunu a roku 1916 byl převelen do Vídně, kde sloužil jako zmocněnec na různých štábních postech.
Během války byl jednou raněn a vysloužil si mnoho vojenských vyznamenání, včetně cenněného Rytířského kříže královského pruského řádu Hohenzollernů s meči nebo železného kříže obou tříd. Válku zakončil v hodnosti majora.

## Meziválečné období
Po válce se Muff vyhnul nucenné demobilizaci, která byla vynucena Versailleskou smlouvou a následně byl převelen k V. okresnímu vojenskému velitelství (Wehrkreiskommando V), kde sloužil jako štábní důstojník. Při následné výstavbě nové 100 000 německé armády byl Muff převelen do štábu 5. divize Reichswehru pod velením generálporučíka Walthera Reinhardta. Zde sloužil pod náčelníkem štábu divize, pozdějším polním maršálem, podplukovníkem Wernerem von Blombergem.
Roku 1924 Muff opět změnil svou funkci a to když byl jmenován velitelem II. praporu od 14. bádenského pěšího pluku, nositele vojenského řádu Pour le Mérite, plukovníka Alberta von Rotberga od 5 divize v Tübingenu. K počátku února následujícího roku byl rovněž povýšen do hodnosti podplukovníka (Oberstleutnant).
Na podzim roku 1926 byl Muff od divize odvelen do Berlína, kde byl dosazen na ministerstvo obrany (Reichswehrministerium). Zde se stal členem oddělení pro Společnost národů za skupinu pozemního vojska. V této funkci byl počátkem února roku 1928 povýšen do hodnosti plukovníka (Oberst).
Koncem téhož roku byl Muff převelen k 3. jízdní divizi Reichswehru, kde se pod velením generálporučíka Curta von Gienantha stal náčelníkem štábu. K počátku března roku 1930 byl Muff odvelen zpět k 5. divizi Reichswehru, kde dříve sloužil na vícero postech, aby se zde stal novým velitelem 13. würrtemberského pěšího pluku po plukovníku Hansi Schmidtovi, který byl čerstvě povýšen a převelen.
Ani v této funkci se Muff dlouho nezdržel, neboť byl na podzim následujícího roku povýšen do hodnosti generálmajora (Generalmajor) a byl jmenován ve Stuttgartu do funkce nového V. pěšího velitele (Infanterieführer V) po generálu Hansi Halmovi. Zde měl za úkol výcvik několika tisícové vojenské jednotky. Na tomto postu zůstal až do konce srpna následujícího roku, kdy byl penzionován s propůjčenou hodností generálporučíka ve výslužbě (Generalleutnant a. D.).

## Anšlus Rakouska a druhá světová válka
Po dvou letech strávených v penzi povolalo velení Muffa zpět do aktivní vojenské služby. Jeho novým působištěm se mu k počátku dubna roku 1934 stalo místo vojenského atašé ve Vídni, kde sloužil pod německým velvyslancem Franzem von Papenem. Zde byl o dva roky později, přesněji k počátku srpna, povýšen do hodnosti generálporučíka (Generalleutnant).
Podle pozdější výpovědi Franze von Papen existovaly dokumenty, schválené Rudolfem Hessem, podle kterých říšský vůdce a kancléř Adolf Hitler uvažoval na počátku roku 1938 o odstranění právě von Papena nebo Muffa. Následně by z jejich smrti nařkl rakouskou stranu a měl by tak záminku k zásahu do rakouských záležitostí. Tento plán se však v obou případech neuskutečnil.
Dne 11. března roku 1938, tedy den před anšlusem Rakouska, předložil Muff německé ultimátum rakouskému prezidentovi Wilhelmu Miklasovi, v kterém bylo žádáno předání veškeré moci do rukou rakouské nacionálně socialistické strany, nebo vypukne německá invaze. Prezident Miklas se však odmítl vzdát funkce a vydat zemi nacistickému Německu. Následující den překročila německá vojska státní hranice.
Po anšlusu byl Muff jmenován předsedou tzv. Muffovy komise, která měla na starost rozhodovat, kteří rakouští důstojníci budou přeloženi z rakouského Bundesheeru do Wehrmachtu. K počátku srpna téhož roku byl Muff oficiálně odvelen z pozice vojenského atašé.
Následně byl převelen ke štábu XI. armádního sboru, kde sloužil až do počátku září následujícího roku různých vyšších štábních pozicích. Jeho poslední pozicí se mu stala funkce velitele XI. vojenského okresu (Wehrkreis XI) v Hannoveru. Na této pozici zůstal Muff až do 30. dubna roku 1943, kdy byl penzionován a ve funkci nahrazen generálem Albrechtem Schubertem. Za zásluhy během velení XI. vojenského okresu mu byl následně udělen Německý kříž ve stříbře.
Wolfgang Muff přežil válku a zemřel ve věku 67 let 17. května roku 1947 v dolnosaském městě Bad Pyrmont.

## Povýšení a vyznamenání

### Data povýšení
- Fähnrich – 5. červenec, 1899
- Leutnant – 18. říjen, 1900
- Oberleutnant – 1909
- Hauptmann – 20. listopad, 1913
- Major – 18. květen, 1918
- Oberstleutnant – 1. únor, 1925
- Oberst – 1. únor, 1928
- Generalmajor – 1. říjen, 1931
- Propůjčena hodnost Generalleutnant a. D. – 30. září, 1932
- Generalleutnant – 1. srpen, 1936
- Propůjčena hodnost General der Infanterie – 25. březen, 1938
- General der Infanterie – 1. prosinec, 1940

### Vyznamenání
- Německý kříž ve stříbře – 30. duben, 1943
- Spona k pruskému železnému kříži I. třídy
- Spona k pruskému železnému kříži II. třídy
- Rytířský kříž královského pruského domácího řádu Hohenzollernů s meči – (První světová válka)
- Královský pruský řád koruny IV. třídy – (První světová válka)
- Pruský železný kříž I. třídy (První světová válka)
- Pruský železný kříž II. třídy (První světová válka)
- Rytířský kříž královského württemberského vojenského záslužného řádu s meči – (První světová válka)
- Rytířský kříž I. třídy královského württemberského Fridrichova řádu s meči – (První světová válka)
- Královské württemberské služební vyznamenání I. třídy – (První světová válka)
- Rytířský kříž I. třídy velkovévodského bádenského řádu zähringenského lva s meči – (První světová válka)
- Královský bavorský záslužný řád IV. třídy s meči (První světová válka)
- Královský saský válečný záslužný kříž (První světová válka)
- Rakousko-Uherský řád železné koruny III. třídy s válečnou dekorací (První světová válka)
- Rakousko-Uherský vojenský záslužný kříž III. třídy s válečnou dekorací (První světová válka)
- Vyznamenání za zásluhy o Červený kříž, II. třídy s válečnou dekorací (První světová válka)
- Meklenbursko-Zvěřínský vojenský záslužný kříž I. třídy (První světová válka)
- Meklenbursko-Zvěřínský vojenský záslužný kříž II. třídy (První světová válka)
- Hamburský hanzovní kříž – (První světová válka)
- Turecký železný půlměsíc – (První světová válka)
- Odznak za zranění v černém – (První světová válka)
- Válečný záslužný kříž I. třídy s meči
- Válečný záslužný kříž II. třídy s meči
- Kříž cti
- Medaile za Anschluss
- |  |  |  Služební vyznamenání Wehrmachtu od IV. do I. třídy